# قصر (اصطلاح)
القصر في الاصطلاح تخصيص شيء بشيء وحصره فيه، ويسمى الأمر الأول: مقصورا والثاني: مقصورا عليه، كقولنا في القصر بين المبتدأ والخبر إنما زيد قائم وبين الفعل والفاعل، نحو: ما ضربت إلا زيدا، والقصر في العروض: حذف ساكن السبب الخفيف، ثم إسكان متحركه، مثل إسقاط نون فاعلاتن وإسكان تائه، ليبقى: فاعلات، ويسمى: مقصورا. والقصر الحقيقي: تخصيص الشيء بالشيء بحسب الحقيقة وفي نفس الأمر بأن لا يتجاوزه إلى غيره أصلا، والقصر الإضافي، هو الإضافة إلى شيء آخر، بألا يتجاوزه إلى ذلك الشيء، وإن أمكن أن يتجاوزه إلى شيء آخر في الجملة.